# Nackte Eva
Nackte Eva (Originaltitel: Eva nera) ist ein italienischer Sexploitationfilm von Joe D’Amato aus dem Jahr 1976, der sich an den Mondofilm anlehnt und lose mit der Black-Emanuelle-Filmreihe verbunden ist.
Der Film ist auch unter den Titeln Black Cobra, Black Cobra Woman, Erotic Eva, Hot Pants und Emmanuelle Goes Japanese bekannt.

## Handlung
Der Geschäftsmann Jules lernt auf einem Flug nach Hongkong die Schlangentänzerin Eva kennen und besucht später ihre Show in einem Nachtclub. Sein reicher, aber einsamer Bruder, der in Schlangen vernarrte Judas, begleitet ihn dorthin. Fasziniert von der exotischen Schönheit, verabredet sich Judas mit ihr zum Mittagessen und lädt sie später zu sich nach Hause ein, wo er ihr seine Schlangensammlung zeigt. Er bietet ihr an, alles haben zu dürfen, was sie möchte, nur damit sie in seiner Nähe bleibt. Zunächst lehnt Eva ab, ändert dann aber doch ihre Meinung. Es beginnt eine freundschaftliche Beziehung, in deren Verlauf Judas der Schönen auch seinen kostbarsten Schatz zeigt, ein sehr kleines, aber hochgefährliches Exemplar der Grünen Mamba.
Auf einer Hausparty bekommt sie von Jules die junge Candy vorgestellt. Später macht er sie mit Gerri bekannt, mit welcher sie eine Beziehung beginnt. Eines Tages betreiben Jules und Candy Sexspielchen zusammen mit einer Schlange, wobei Candy gebissen wird und ins Krankenhaus eingeliefert werden muss. Jules, der Gefallen daran gefunden hat, beginnt an den beiden anderen Frauen seinen Voyeurismus auszuleben und legt ihnen die grüne Mamba ins Schlafzimmer. Gerri wird gebissen und stirbt. Als Eva dahinterkommt, dass Jules der Täter ist, reist sie mit ihm zusammen in ihre Heimat. Zu seiner qualvollen Überraschung bestraft sie ihn dort, mit Hilfe zweier Freunde, nach den Regeln eines uralten Rituals aus ihrer Kultur, dem zufolge einem Mörder eine Schlange (in diesem Fall eine schwarze Kobra) rektal eingeführt wird, welche augenblicklich, aus einem angeborenen Wunsch, frei zu sein, damit beginnt, nach einem Ausgang zu suchen.
Zurück bei Judas erzählt Eva ihm vom Tode Jules´ – Judas bittet sie daraufhin, zu gehen. Die grüne Mamba möchte Eva gerne mitnehmen und vollführt noch einen Tanz mit ihr, wobei sie gebissen wird und das Zeitliche segnet.

## Produktion
Nackte Eva wurde vom Unternehmen Matra Cinematografica und Alexander Hacohen produziert. Joe D’Amato führte die Regie und war auch für das Drehbuch verantwortlich. Die musikalische Gestaltung des Projektes unterlag dem Komponisten Piero Umiliani.
Der Film wurde bei den Elios-Studios in Rom (Latium, Italien) und in Hongkong (Volksrepublik China) gedreht.

## Synchronisation
Die deutsche Synchronfassung entstand bei der Profilm GmbH Rolf G. Schuenzel in München, unter der Dialogregie und nach einem Buch von Jürgen Clausen.
| Rolle            | Deutscher Sprecher |
| ---------------- | ------------------ |
| Eva              | –                  |
| Judas Carmichael | Harald Leipnitz    |
| Jules Carmichael | Manfred Seipold    |
| Gerri            | Viktoria Brams     |
| Candy            | Christina Hoeltel  |

## Hintergrund
- Aufgrund von hineingeschnittenen Dokumentarfilmszenen, wie z. B. das Häuten und Zubereiten einer Schlange zu einem Imbiss auf einem Hongkonger Markt, lehnt sich der Film an den Mondofilm an.
- Der Film ist kurioserweise auch unter dem Alternativtitel Emmanuelle Goes Japanese bekannt, obwohl die Handlung zumeist in Hongkong und zu keinem Zeitpunkt in Japan spielt.[2]
- Nackte Eva erlebte seine italienische Premiere am 5. August 1976 und kam in der Bundesrepublik Deutschland am 20. Mai 1977 in die Kinos.[3]